# Electrotehnică
Electrotehnica este o ramură de inginerie si disciplină a științelor tehnice care studiază aplicațiile fenomenelor electromagnetice. Ramura industriei corespunzătoare e industria electrotehnică.
Termenul de electrotehnică sau electricitate tehnică a fost introdus de Werner von Siemens din anul 1880, an care marchează desprinderea din știința fizicii și evoluția electrotehnicii ca ramură de inginerie de sine stătătoare, având numeroase aplicații industriale și aducând un aport important la dezvoltarea tehnicii în general.
Prin dispozitivele și utilajele bazate pe folosirea curentului electric electrotehnica a adus cu sine mutații importante în industrie și viața socială. Astfel extragerea de materii prime a fost așezată pe noi baze (de exemplu extragerea aluminiului); prin folosirea mecanizării, automatizării și robotizării a crescut productivitatea muncii; agricultura folosește instalații electrice de irigat, de fabricarea îngrășămintelor chimice și multe altele; transporturile, în special cele feroviare, au  devenit mult mai rentabile.
În privința folosirii electrotehnicii de către mass-media, ea este primordială. Fără ea nu ar exista cinematograful, radioul și televiziunea.
Totodată electrotehnica a stat la baza dezvoltării altor discipline tehnice de sine stătătoare cum sunt telecomunicațiile, electronica, automatizarea și informatica. Dezvoltarea electrotehnicii este strâns legată de dezvoltarea electrochimiei odată cu apariția primelor surse de curent electric, anume elementele galvanice cum ar fi pila voltaică și pila Leclanche.